# Die Bernauerin
Die Bernauerin ist ein bairisches Stück, so jedenfalls bezeichnete Carl Orff, der nicht nur die Musik, sondern auch das Libretto schrieb, sein Werk. Es behandelt in einer Art „Welttheater“ die wichtigsten Stationen der letzten Jahre im Leben der historischen Agnes Bernauer. Uraufführung war am 15. Juni 1947 im Großen Haus (heute: Opernhaus) der Württembergischen Staatstheater in Stuttgart.

## Handlung

### Erster Teil

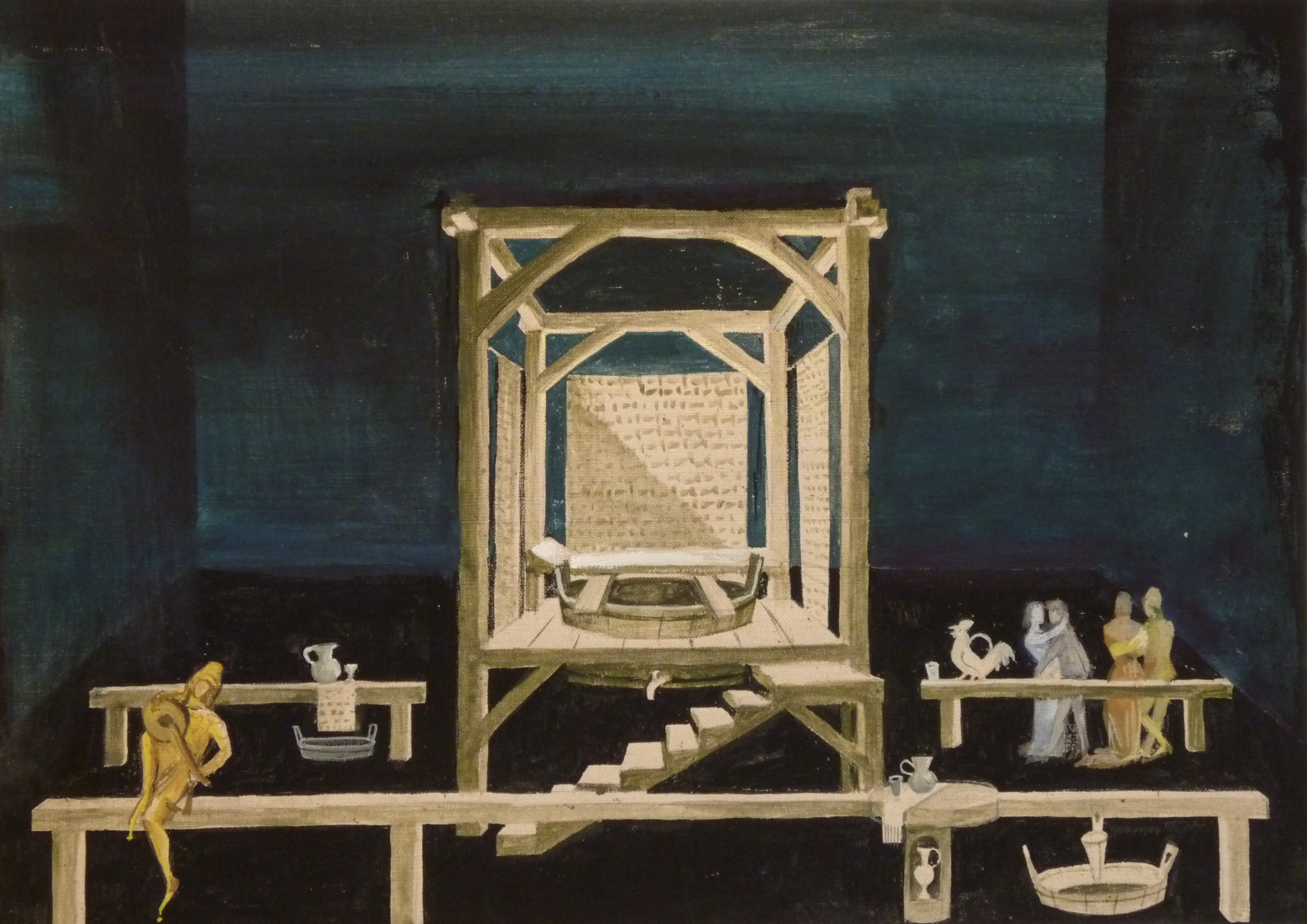
Bühnenbildentwurf für Die Bernauerin (Helmut Jürgens, Staatsoper München 1954)

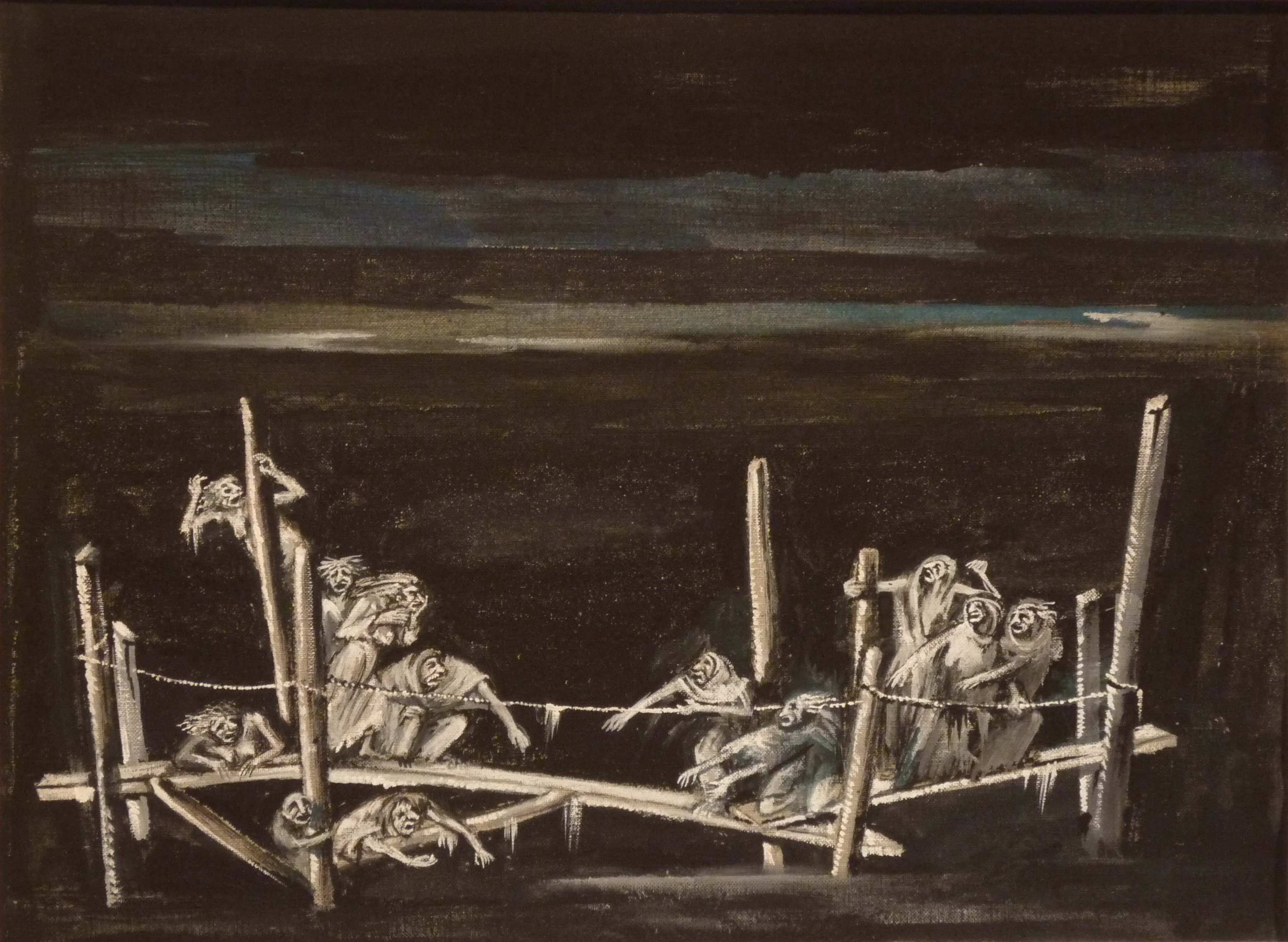
Bühnenbildentwurf für Die Bernauerin (Helmut Jürgens, Staatsoper München 1954)

Bevor die eigentliche Handlung einsetzt, verkündet der Ansager in einer Intrade, worum es geht:

„Das Spiel von der Bernauerin. Der erste Teil: Von Albrechten, Herzog in Baiern, und seiner Buhlschaft mit Agnes Bernauer, der „Bernauerin“ – is eins Baders Tochter zu Augsburg gewest – vor itzo mehr denn fünfhundert Jahren, zu der Zeit, da Baiern, das bairisch Land zerschlissen – durch unselge Zwiespälter – und aufgeteilt war in drei Teilen und Albrechtens Vatern, Herzog Ernst zu Munichen regieret hat.“

Herzog Albrecht weilt gerade in Augsburg und stattet der berühmten Badstube des Kaspar Bernauer einen Besuch ab. Sofort verliebt er sich in dessen hübsche Tochter Agnes. Auch sie fühlt sich gleich zu ihm hingezogen, obwohl ihr bewusst ist, dass der große Standesunterschied eigentlich einer Verbindung im Wege steht. Albrecht sieht dies jedoch anders. Heimlich steckt er dem alten Bernauer einen Beutel Geld zu, damit dieser auf seine Tochter einrede, um ihre Zweifel zu zerstreuen. Die Methode hat Erfolg.
Das Paar hat sich auf Schloss Voheburg zurückgezogen, das Herzog Albrecht von seiner Mutter geerbt hat. Derweil ist die Liaison zwischen dem Landesherrn und der Baderstochter Stadtgespräch in München. Teilweise wird sie von den Bürgern begrüßt, teilweise auch als völlig fehl am Platze angesehen.

### Zweiter Teil
Wie schon im ersten Teil tritt vor Beginn des Spiels der Ansager auf und verkündet: „Das Spiel von der Bernauerin. Der ander Teil: Von Agnes Bernauerin, der ‚Duchessa‘, von ihrer Lieb und Treu und traurigem Tod, und wie der Himmel zum End alles gewendt hat.“
Dem regierenden Herzog Ernst ist die nicht standesgemäße Ehe seines Sohnes von Anfang an ein Dorn im Auge. Er entschließt sich deshalb, Nägel mit Köpfen zu machen und die Schande endlich zu tilgen.
Auf Schloss Straubing verabschiedet sich Albrecht von seiner Frau. Als er fort ist, wird Agnes von Albträumen geplagt. Sie ahnt Schlimmes. Plötzlich dringen Richter und Häscher ins Schloss. Sie wollen Agnes zwingen, eine Erklärung zu unterzeichnen, dass sie lediglich Albrechts Schlafweib und Buhlerin ist. Diese aber tritt den Eindringlingen stolz entgegen und bezeichnet sich als Albrechts rechtmäßiges Eheweib und Duchessa. Doch mit dieser Erklärung hat sie quasi ihr eigenes Todesurteil unterzeichnet. Während sie als Gefangene zur Donau geführt wird, muss sie wüste Flüche und Beschimpfungen über sich ergehen lassen. Anschließend findet sie im Fluss ihr Grab.
Nachdem Albrecht erfahren hat, was geschehen ist, befiehlt er im Zorn seinem Kriegsvolk, mit ihm zu einem Rachefeldzug aufzubrechen. Unterwegs kommen ihm Reiter entgegen, angeführt vom Kanzler seines Vaters. Dieser übergibt ihm das Symbol der Macht, den Herzogsstab, der von einem Trauerflor umwickelt ist. Da erkennt Albrecht, dass er das Erbe seines Vaters anzutreten hat. Als er auf die Knie sinkt, öffnet sich der Himmel, und in einer Vision erblickt er seine Frau mit Krone und Mantel. Mit dem Erlöschen dieses Bildes endet auch das bairische Stück.

## Hintergrund, Stil, Musik
Orff betrieb intensive Studien, um sein Stück in einer Sprache auf die Bühne zu bringen, die seiner Meinung nach im 15. Jahrhundert in Bayern gesprochen wurde. Dieser Umstand erschwert aber auch den Zugang zu dem Werk für Menschen außerhalb des süddeutschen Sprachraums. Ihnen bleibt nur übrig, sich an den Bildern dieses bairischen Welttheaters und an der Musik zu erfreuen. Von großer dramatischer Wucht ist die Hexenszene im zweiten Teil, in der der Komponist sein gesamtes Schlagwerk aufbietet. Überwiegend hat die Musik jedoch nur untermalenden Charakter. Die Chöre bestehen aus Sprechgesängen, begleitet von sehr starken rhythmischen Ostinati.

## Verfilmung
- 1958 – Mit Maximilian Schell (Albrecht), Margot Trooger (Agnes), Adolf Ziegler (Kaspar Bernauer), Ernst Ginsberg (Mönch), Hans Baur, Rolf Castell, Hans Clarin, Willy Rösner, Ludwig Schmid-Wildy, Hans Stadtmüller u. a.; Chor des Bayerischen Rundfunks (Einstudierung Kurt Prestel), Symphonieorchester des Bayerischen Rundfunks, Dirigent: Karl List; Szenenbild: Walter Dörfler; Regie: Gustav Rudolf Sellner. Produktion: Bayerisches Fernsehen[1]

## Hörspielfassung
- 1980 – Mit Gerhart Lippert (Albrecht), Christine Ostermayer (Agnes), Michael Schwarzmeier, Michael Lerchenberg, Gustl Weishappel (3 junge Adlige), Rolf Castell (Badgast / Bürger), Hans Stadtmüller (Kaspar Bernauer), Hans Baur (Kanzler), Romuald Pekny (Mönch), Max Grießer (Hauptmann / Bürger), Wolf Euba (Richter), Gustl Bayrhammer, Fritz Straßner, Karl Obermayr, Ludwig Wühr, Toni Berger, Bernd Helfrich (Bürger), Horst Laubenthal (Welscher Spielmann / Tenor-Solo), Lucia Popp (Sopran-Solo), Carl Orff (Ansager) u. a.; Chor des Bayerischen Rundfunks, Münchner Rundfunkorchester, Dirigent: Kurt Eichhorn; Regie: Wolf Euba. Produktion: Bayerischer Rundfunk. Orfeo C 255 912 H